# Dunnart de Gilbert
Sminthopsis gilberti
Espèce
Répartition géographique
Statut de conservation UICN

 LC  : Préoccupation mineure
Le Dunnart de Gilbert (Sminthopsis gilberti) est une espèce de souris marsupiales qui a été décrite pour la première fois en 1984. 

## Description
Sa longueur totale est de 155 à 180 mm, dont 80 à 90 mm pour la tête et le corps et 75 à 90 mm pour la queue. La longueur du pied est de 18 mm, de l'oreille de 21 mm et son poids va de 14 à 25 g.

## Distribution et habitat
On le trouve au Sud-Ouest de la Wheatbelt près de Perth et de la rivière Swan en Australie-Occidentale ainsi que dans la plaine de Roe près de la frontière avec l'Australie-Méridionale.
Elle apprécie les landes et les forêts avec sous-bois. Elle est abondante en bordure du littoral dans les forêts sclérophylles sèches, les terres boisées semi-arides et les mallees.

## Organisation sociale et reproduction
Cette espèce nocturne niche dans les trous ou les buissons denses. Elle se reproduit de septembre à décembre et les jeunes sont sevrés en janvier-février.

## Régime alimentaire
Sminthopsis gilberti se nourrit essentiellement d'insectes.

## Étymologie
Son nom spécifique, gilberti, lui a été donné en l'honneur de John Gilbert (1812-1845), qui, en Australie-Occidentale et dans les années 1843-44, a collecté de très nombreux spécimens, notamment pour les futures publications de Gould.

## Publication originale
- (en) D. J. Kitchener, J. Stoddart et J. Henry, « A taxonomic revision of the Sminthopsis murina complex (Marsupialia, Dasyuridae) in Australia, including descriptions of four new species », Records of the Western Australian Museum, Western Australian Museum, vol. 11,‎ 1984, p. 201-247 (ISSN 0312-3162, lire en ligne).